# Station Trazegnies
Station Trazegnies was een spoorwegstation langs spoorlijn 120, spoorlijn 121 en spoorlijn 254 in Trazegnies, een deelgemeente van de Belgische gemeente Courcelles.

## Aantal instappende reizigers
De grafiek en tabel geven het gemiddeld aantal instappende reizigers weer op een week-, zater- en zondag.
| Tabel: aantal instappende reizigers station Trazegnies | Tabel: aantal instappende reizigers station Trazegnies | Tabel: aantal instappende reizigers station Trazegnies | Tabel: aantal instappende reizigers station Trazegnies |
|                                                        | Weekdag                                                | Zaterdag                                               | Zondag                                                 |
| ------------------------------------------------------ | ------------------------------------------------------ | ------------------------------------------------------ | ------------------------------------------------------ |
| 1977                                                   | 216                                                    | 47                                                     | 43                                                     |
| 1978                                                   | 207                                                    | 46                                                     | 27                                                     |
| 1979                                                   | 273                                                    | 54                                                     | 42                                                     |
| 1980                                                   | 177                                                    | 26                                                     | 31                                                     |
| 1981                                                   | 184                                                    | 47                                                     | 41                                                     |
| 1982                                                   | 172                                                    | 41                                                     | 34                                                     |
| 1983                                                   | 165                                                    | 51                                                     | 34                                                     |

0,0: Roux ·
1,0: Wilbeauroux ·
2,0: Courcelles-Centre ·
5,1: Trazegnies ·
7,9: Forchies ·
10,0: Piéton
0,0: Luttre ·
2,5: Pont-à-Celles-Sud ·
7,0: Trazegnies-Nord ·
8,0: Trazegnies